# El Pendo
El Pendo – jaskiniowe stanowisko archeologiczne położone w pobliżu Camargo w hiszpańskiej wspólnocie autonomicznej Kantabria.
Jaskinię odkrył w 1878 roku Marcelino Sanz de Sautuola. Wobec częściowego zawalenia się wapiennego stropu niektóre części jaskini są współcześnie niedostępne. W trakcie prowadzonych w XX wieku prac archeologicznych odsłonięto długą sekwencję stratygraficzną obejmującą 20 warstw, sięgających od datowanych na ok. 82 tys. lat temu poziomów środkowopaleolitycznych do poziomów epoki brązu z ok. 1500 p.n.e. Z datowanych na 14000–11500 p.n.e. warstw magdaleńskich wydobyto ozdobione rytami wyroby z kości i rogu.
W 1997 roku ekipa archeologów pod kierownictwem Ramóna Montesa Barquina odkryła długi na 25 metrów panel z malowidłami naskalnymi, niewidoczny wcześniej z powodu porastającej ścianę warstwy grzybów. Datowane na okres między 21000 a 16500 p.n.e. (kultura solutrejska) malowidła wykonane zostały czerwoną farbą. Zawierają one 12 wizerunków jeleni, którym towarzyszy koza, koń, dwie nieokreślone postaci zoomorficzne oraz zbiór abstrakcyjnych symboli w postaci punktów i linii.